# Maranzana
Maranzana (Maransan-a in piemontese) è un comune italiano di 213 abitanti della provincia di Asti, situato nel Monferrato.

## Geografia fisica
Il centro abitato si spinge fino ai bordi del Parco denominato "Bosco delle Sorti" all'interno del quale si trovano sentieri segnalati percorribili a piedi, in bicicletta e a cavallo.
Al centro dell'abitato, sulla sommità di una collina da cui si gode un magnifico panorama, sorge il castello del 1300 molto ben conservato, così come le torri e la cinta muraria. Sempre in paese si trova la casa museo di Giacomo Bove, importante esploratore italiano vissuto tra il 1852 e il 1887.

## Storia

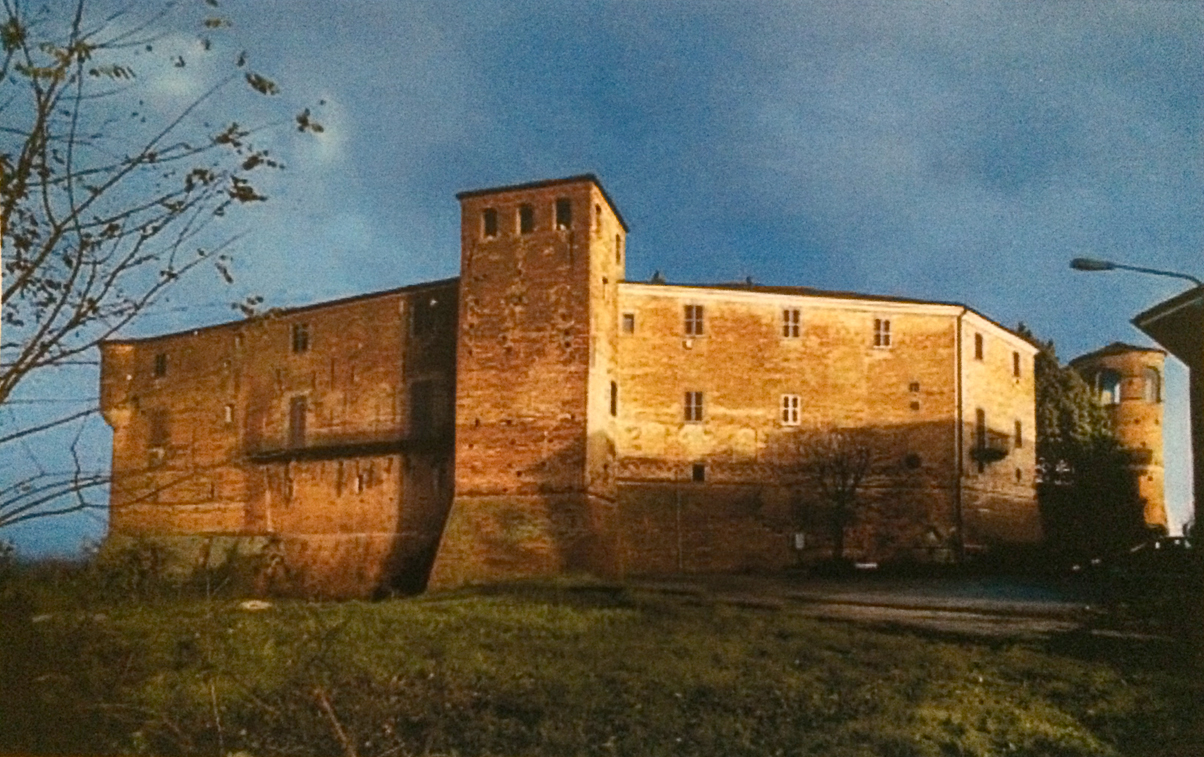
Il castello

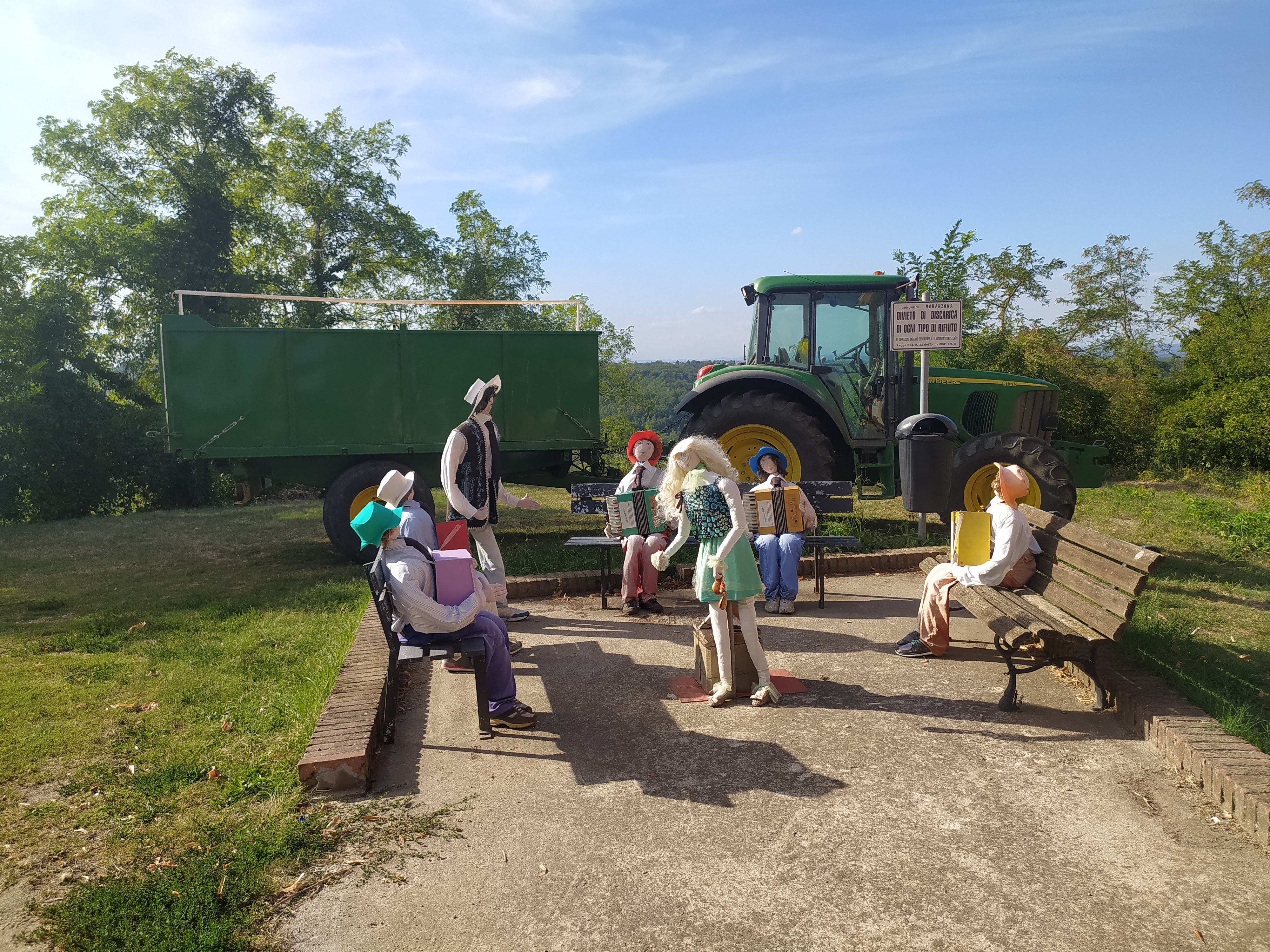
Gruppo di Babaci

Da studi fatti, il nome Maranzana potrebbe essere di origine prediale, vale a dire un sostantivo che si riferisce a un territorio, un terreno. La documentazione medioevale ci propone: Marencanus (riscontrato su carte del 1188); Maranzana del 1199; Marenzana del 1257; Maransana del 1353. Alcuni studiosi lo interpretano come derivato dal verbo latino emereo o dal nome personale romano emerentius o direttamente da emerentiana. La decisiva denominazione di Maranzana risale non oltre il XVI secolo, periodo in cui il termine non presenta ulteriori variazioni. Anticamente questo territorio fu abitato, secondo leggende, dai Celti che avrebbero invaso l'Italia attratti dai suoi ricchi prodotti agricoli.

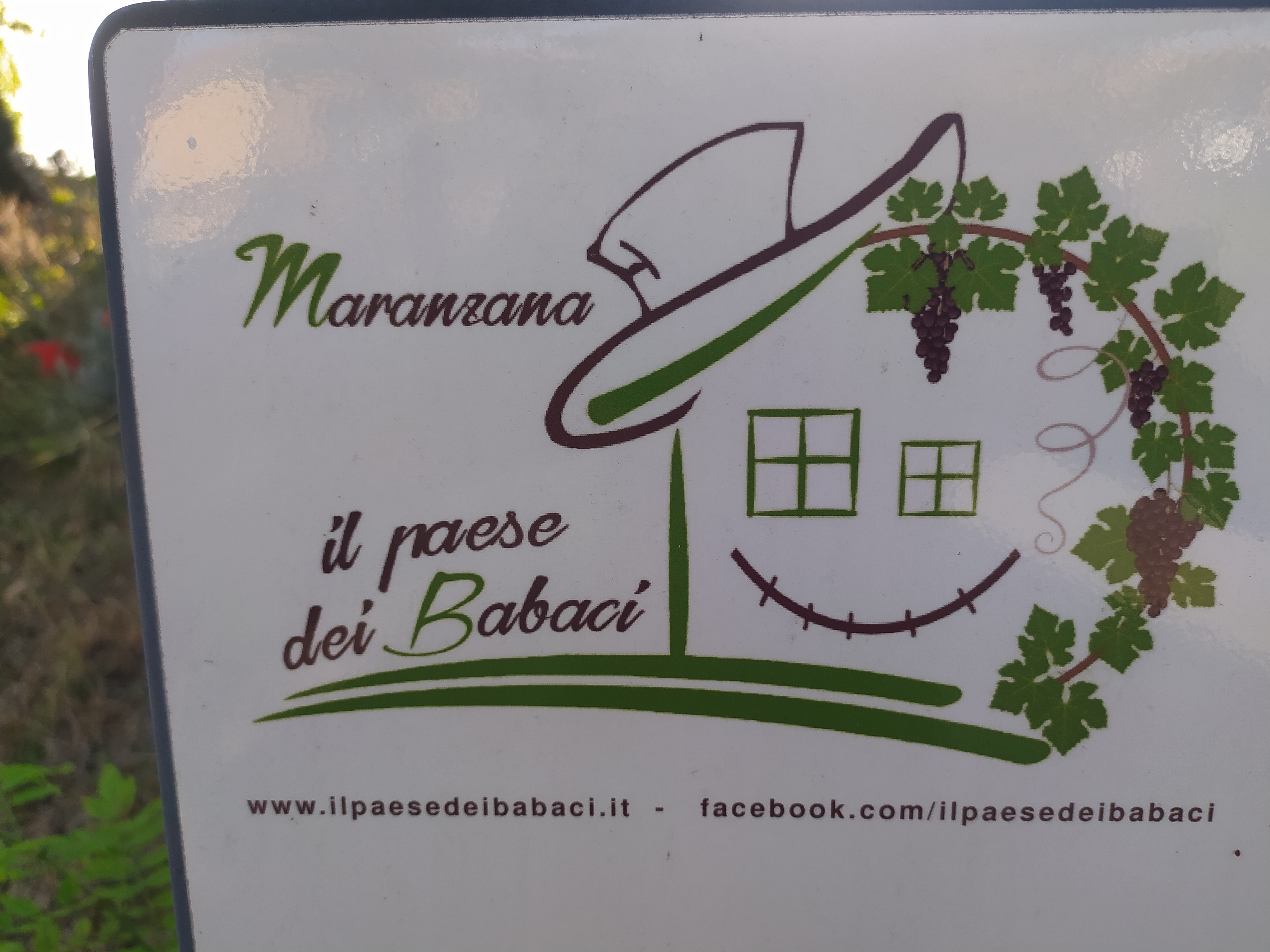
Cartello indicatore all'ingresso del paese

Secondo Livio, i Galli invasero l'Italia intorno al 500 a.C. e questa zona diventò Gallia Cisalpina. All'epoca Maranzana nacque come piccolo insediamento di pastori e agricoltori. Dal V secolo in poi si susseguirono le invasioni degli Ostrogoti, dei Longobardi e dei Franchi. Fino all'VIII secolo Maranzana e i territori circostanti subirono devastazioni. Nel 900 queste terre subiscono le incursioni dei Saraceni, poi nel 951 iniziò la dinastia aleramica che diede origine al marchesato del Monferrato. Nel 1536 questo marchesato passò ai Gonzaga di Mantova.
Nel 1670 Giacomo Ottaviano Francesco Ghilini (1619-1703), dell'omonima famiglia nobile alessandrina, acquisisce il titolo marchionale sul feudo di Maranzana che verrà mantenuto fino alla morte dell'ultimo marchese, Ambrogio Maria Ghilini (1757-1832).
 Con il Trattato di Utrecht Maranzana, insieme ad altre terre, passa sotto Casa Savoia e da quel momento seguì le sorti della storia dei Savoia, partecipò al Risorgimento e alle vicende che legarono il Piemonte all'Italia sino ai nostri giorni.
Recentemente Maranzana ha preso l'appellativo di Paese dei Babaci, ovvero pupazzi in dialetto, per la presenza in diversi luoghi di numerosi personaggi di pezza a grandezza naturale prodotti da un gruppo di donne abili e volenterose, come accoglienza a visitatori e turisti.

### Simboli
Lo stemma e il gonfalone del Comune di Maranzana sono stati concessi con decreto del presidente della Repubblica del 3 novembre 1987.
Il gonfalone è un drappo partito di bianco e di azzurro.

## Società

### Evoluzione demografica
Negli ultimi cento anni, a partire dal 1921, la popolazione residente si è ridotta del 75%.
Abitanti censiti

## Economia
L'economia è prettamente agricola, con quasi esclusivo indirizzo vitivinicolo. L'unica grande industria è la cantina sociale "La Maranzana" che produce pregiati vini DOCG quali Moscato, Cortese, Dolcetto, Barbera, Brachetto e Chardonnay che commercia in Italia e all'estero.

## Amministrazione
Di seguito è presentata una tabella relativa alle amministrazioni che si sono succedute in questo comune.
| Periodo        | Periodo        | Primo cittadino          | Partito                     | Carica  | Note  |
| -------------- | -------------- | ------------------------ | --------------------------- | ------- | ----- |
| 6 giugno 1985  | 22 maggio 1990 | Evasio Polidoro Marabese | -                           | Sindaco | [ 8 ] |
| 22 maggio 1990 | 24 aprile 1995 | Evasio Polidoro Marabese | Partito Socialista Italiano | Sindaco | [ 8 ] |
| 24 aprile 1995 | 14 giugno 1999 | Evasio Polidoro Marabese | centro-destra               | Sindaco | [ 8 ] |
| 14 giugno 1999 | 14 giugno 2004 | Evasio Polidoro Marabese | lista civica                | Sindaco | [ 8 ] |
| 14 giugno 2004 | 8 giugno 2009  | Marco Lorenzo Patetta    | lista civica                | Sindaco | [ 8 ] |
| 8 giugno 2009  | 26 maggio 2014 | Marco Lorenzo Patetta    | lista civica                | Sindaco | [ 8 ] |
| 26 maggio 2014 | in carica      | Marilena Ciravegna       | lista civica Lavorare Uniti | Sindaco | [ 8 ] |